# Campionati mondiali di triathlon
La World Triathlon organizza dal 1989 i Campionati mondiali di triathlon (Triathlon World Championships), che si disputano con cadenza annuale.
Per la categoria élite dal 2009 il titolo di campione del mondo viene assegnato non su gara singola, ma su un campionato di più gare su distanza sprint e olimpico, chiamato World Triathlon Series (WTS). Per tutte le altre categorie è invece rimasta l'assegnazione su gara singola.

## Albo d'oro

### Élite Uomini
| Edizione | Anno | Oro                   | Argento              | Bronzo               |
| -------- | ---- | --------------------- | -------------------- | -------------------- |
| I        | 1989 | Mark Allen            | Glenn Cook           | Rick Wells           |
| II       | 1990 | Greg Welch            | Brad Beven           | Stephen Foster       |
| III      | 1991 | Miles Stewart         | Rick Wells           | Mike Pigg            |
| IV       | 1992 | Simon Lessing         | Rainer Müller-Hörner | Rob Barel            |
| V        | 1993 | Spencer Smith         | Simon Lessing        | Hamish Carter        |
| VI       | 1994 | Spencer Smith (2)     | Brad Beven           | Ralf Eggert          |
| VII      | 1995 | Simon Lessing (2)     | Brad Beven           | Ralf Eggert          |
| VIII     | 1996 | Simon Lessing (3)     | Luc Van Lierde       | Leandro Macedo       |
| IX       | 1997 | Chris McCormack       | Hamish Carter        | Simon Lessing        |
| X        | 1998 | Simon Lessing (4)     | Paul Amey            | Miles Stewart        |
| XI       | 1999 | Dmitriy Gaag          | Simon Lessing        | Miles Stewart        |
| XII      | 2000 | Olivier Marceau       | Peter Robertson      | Craig Walton         |
| XIII     | 2001 | Peter Robertson       | Chris Hill           | Craig Watson         |
| XIV      | 2002 | Iván Raña             | Peter Robertson      | Andrew Johns         |
| XV       | 2003 | Peter Robertson (2)   | Iván Raña            | Olivier Marceau      |
| XVI      | 2004 | Bevan Docherty        | Iván Raña            | Dmitriy Gaag         |
| XVII     | 2005 | Peter Robertson (3)   | Reto Hug             | Bradley Kahlefeldt   |
| XVIII    | 2006 | Tim Don               | Hamish Carter        | Frédéric Belaubre    |
| XIX      | 2007 | Daniel Unger          | Javier Gómez         | Bradley Kahlefeldt   |
| XX       | 2008 | Javier Gómez          | Bevan Docherty       | Reto Hug             |
| XXI      | 2009 | Alistair Brownlee     | Javier Gómez         | Maik Petzold         |
| XXII     | 2010 | Javier Gómez (2)      | Steffen Justus       | Bradley Kahlefeldt   |
| XXIII    | 2011 | Alistair Brownlee (2) | Jonathan Brownlee    | Javier Gómez         |
| XXIV     | 2012 | Jonathan Brownlee     | Javier Gómez         | Dmitrij Poljanskij   |
| XXV      | 2013 | Javier Gómez (3)      | Jonathan Brownlee    | Mario Mola           |
| XXVI     | 2014 | Javier Gómez (4)      | Mario Mola           | Jonathan Brownlee    |
| XXVII    | 2015 | Javier Gómez (5)      | Mario Mola           | Vincent Luis         |
| XXVIII   | 2016 | Mario Mola            | Jonathan Brownlee    | Fernando Alarza      |
| XXIX     | 2017 | Mario Mola (2)        | Javier Gómez         | Kristian Blummenfelt |
| XXX      | 2018 | Mario Mola (3)        | Vincent Luis         | Jacob Birtwhistle    |
| XXXI     | 2019 | Vincent Luis          | Mario Mola           | Javier Gómez         |
| XXXII    | 2020 | Vincent Luis (2)      | Vasco Vilaca         | Léo Bergère          |
| XXXIII   | 2021 | Kristian Blummenfelt  | Marten Van Riel      | Alex Yee             |
| XXXIV    | 2022 | Léo Bergère           | Alex Yee             | Hayden Wilde         |

### Élite Donne
| Edizione | Anno | Oro                  | Argento              | Bronzo               |
| -------- | ---- | -------------------- | -------------------- | -------------------- |
| I        | 1989 | Erin Baker           | Jan Ripple           | Laurie Samuelson     |
| II       | 1990 | Karen Smyers         | Carol Montgomery     | Joy Hansen           |
| III      | 1991 | Joanne Ritchie       | Terri Smith          | Michellie Jones      |
| IV       | 1992 | Michellie Jones      | Joanne Ritchie       | Melissa Mantak       |
| V        | 1993 | Michellie Jones (2)  | Karen Smyers         | Joanne Ritchie       |
| VI       | 1994 | Emma Carney          | Anette Pedersen      | Sarah Harrow         |
| VII      | 1995 | Karen Smyers (2)     | Jackie Gallagher     | Joy Leutner          |
| VIII     | 1996 | Jackie Gallagher     | Emma Carney          | Carol Montgomery     |
| IX       | 1997 | Emma Carney (2)      | Jackie Gallagher     | Michellie Jones      |
| X        | 1998 | Joanne King          | Michellie Jones      | Evelyn Williamson    |
| XI       | 1999 | Loretta Harrop       | Jackie Gallagher     | Emma Carney          |
| XII      | 2000 | Nicole Hackett       | Carol Montgomery     | Michellie Jones      |
| XIII     | 2001 | Siri Lindley         | Michellie Jones      | Joanna Zeiger        |
| XIV      | 2002 | Leanda Cave          | Barbara Lindquist    | Michelle Dillon      |
| XV       | 2003 | Emma Snowsill        | Laura Bennett        | Michellie Jones      |
| XVI      | 2004 | Sheila Taormina      | Loretta Harrop       | Laura Bennett        |
| XVII     | 2005 | Emma Snowsill (2)    | Annabel Luxford      | Laura Bennett        |
| XVIII    | 2006 | Emma Snowsill (3)    | Vanessa Fernandes    | Felicity Abram       |
| XIX      | 2007 | Vanessa Fernandes    | Emma Snowsill        | Laura Bennett        |
| XX       | 2008 | Helen Tucker         | Sarah Haskins        | Samantha Warriner    |
| XXI      | 2009 | Emma Moffatt         | Lisa Nordén          | Andrea Hewitt        |
| XXII     | 2010 | Emma Moffatt (2)     | Nicola Spirig        | Lisa Nordén          |
| XXIII    | 2011 | Helen Tucker (2)     | Andrea Hewitt        | Sarah Groff          |
| XXIV     | 2012 | Lisa Nordén          | Anne Haug            | Andrea Hewitt        |
| XXV      | 2013 | Non Stanford         | Jodie Stimpson       | Anne Haug            |
| XXVI     | 2014 | Gwen Jorgensen       | Sarah Groff          | Andrea Hewitt        |
| XXVII    | 2015 | Gwen Jorgensen (2)   | Andrea Hewitt        | Sarah True           |
| XXVIII   | 2016 | Flora Duffy          | Gwen Jorgensen       | Ai Ueda              |
| XXIX     | 2017 | Flora Duffy (2)      | Ashleigh Gentle      | Katie Zaferes        |
| XXX      | 2018 | Vicky Holland        | Katie Zaferes        | Georgia Taylor-Brown |
| XXXI     | 2019 | Katie Zaferes        | Jessica Learmonth    | Georgia Taylor-Brown |
| XXXII    | 2020 | Georgia Taylor-Brown | Flora Duffy          | Laura Lindemann      |
| XXXIII   | 2021 | Flora Duffy (3)      | Taylor Knibb         | Taylor Spivey        |
| XXXIV    | 2022 | Flora Duffy (4)      | Georgia Taylor-Brown | Taylor Knibb         |

### Medagliere Élite
| Pos. | Paese         | Oro | Argento | Bronzo |    |
| ---- | ------------- | --- | ------- | ------ | -- |
| 1    | Australia     | 19  | 16      | 14     | 49 |
| 2    | Gran Bretagna | 16  | 9       | 7      | 32 |
| 3    | Spagna        | 9   | 9       | 4      | 22 |
| 4    | Stati Uniti   | 8   | 9       | 14     | 31 |
| 5    | Bermuda       | 4   | 2       | 0      | 6  |
| 6    | Francia       | 4   | 1       | 3      | 8  |
| 7    | Nuova Zelanda | 2   | 7       | 10     | 19 |
| 8    | Canada        | 1   | 4       | 2      | 7  |
| 9    | Germania      | 1   | 3       | 5      | 9  |
| 10   | Svezia        | 1   | 1       | 1      | 3  |
| 11   | Portogallo    | 1   | 2       | 0      | 3  |
| 13   | Kazakistan    | 1   | 0       | 1      | 2  |
| 13   | Norvegia      | 1   | 0       | 1      | 2  |
| 15   | Svizzera      | 0   | 2       | 2      | 4  |
| 16   | Belgio        | 0   | 2       | 0      | 2  |
| 17   | Danimarca     | 0   | 1       | 0      | 1  |
| 18   | Brasile       | 0   | 0       | 1      | 1  |
| 18   | Giappone      | 0   | 0       | 1      | 1  |
| 18   | Paesi Bassi   | 0   | 0       | 1      | 1  |
| 18   | Russia        | 0   | 0       | 1      | 1  |

### Junior uomini
| Edizione | Anno | Oro                    | Argento               | Bronzo                 |
| -------- | ---- | ---------------------- | --------------------- | ---------------------- |
| I        | 1989 | Björn Gustafsson       | Enrique Quevedo       | Dave Pier              |
| II       | 1990 | Thomas Leutenegger     | Lach Vollmerhause     | Stéphane Poulat        |
| III      | 1991 | Erik Myllymäki         | Sämi Blattmann        | Ben Bright             |
| IV       | 1992 | Spencer Smith          | Cameron Brown         | Matthew Belfield       |
| V        | 1993 | Olivier Hufschmid      | Ryan Bolton           | Alexandre Manzan       |
| VI       | 1994 | Ben Bright             | Richard Allen         | Alexandre Manzan       |
| VII      | 1995 | Chris Hill             | Craig Walton          | Ralph Zeetsen          |
| VIII     | 1996 | Sébastien Berlier      | Andreas Raelert       | Trent Chapman          |
| IX       | 1997 | Andrey Glushchenko     | András Heczey         | Clemente Alonso        |
| X        | 1998 | Tim Don                | Bryce Quirk           | Levi Maxwell           |
| XI       | 1999 | Courtney Atkinson      | Christian Weimer      | Iván Raña              |
| XII      | 2000 | Frédéric Belaubre      | Leonid Ivanov         | Dmitriy Smurov         |
| XIII     | 2001 | Sebastian Dehmer       | Emilio D'Aquino       | Luke McKenzie          |
| XIV      | 2002 | Terenzo Bozzone        | David Hauss           | Tyler Butterfield      |
| XV       | 2003 | Terenzo Bozzone (2)    | David Hauss           | Valentin Meshcheryakov |
| XVI      | 2004 | Valentin Meshcheryakov | Oliver Freeman        | Will Clarke            |
| XVII     | 2005 | Steve Duplinsky        | Jonathan Zipf         | Aurélien Raphael       |
| XVIII    | 2006 | Alistair Brownlee      | Aleksandr Brjuchankov | João Silva             |
| XIX      | 2007 | Aurélien Raphael       | Alistair Brownlee     | Vincent Luis           |
| XX       | 2008 | Vincent Luis           | Denis Vasiliev        | Jonathan Brownlee      |
| XXI      | 2009 | Mario Mola             | Jonathan Brownlee     | Kristof Kiraly         |
| XXII     | 2010 | Fernando Alarza        | Thomas Bishop         | Kevin McDowell         |
| XXIII    | 2011 | Lukas Verzbicas        | Justus Nieschlag      | Tony Smoragiewicz      |
| XXIV     | 2012 | Wian Sullwald          | Simon Viain           | Constantine Doherty    |
| XXV      | 2013 | Dorian Coninx          | Marc Austin           | Grant Sheldon          |
| XXVI     | 2014 | Raphael Montoya        | Jacob Birtwhistle     | Calvin Quirk           |
| XXVII    | 2015 | Manoel Messias         | Peer Sönksen          | Léo Bergere            |
| XXVIII   | 2016 | Austin Hindman         | Charles Paquet        | Charles Paquet         |
| XXIX     | 2017 | Matthew Hauser         | Vasco Vilaca          | Ben Dijkstra           |
| XXX      | 2018 | Csongor Lehmann        | Paul Georgenthum      | Philipp Wiewald        |
| XXXI     | 2019 | Ricardo Batista        | Lorcan Redmond        | Sergio Baxter Cabrera  |

### Junior donne
| Edizione | Anno | Oro                 | Argento              | Bronzo            |
| -------- | ---- | ------------------- | -------------------- | ----------------- |
| I        | 1989 | Kristen McCary      | Amy Wheeler          | Cédrine Soulet    |
| II       | 1990 | Sonja Krolik        | Natalya Orchard      | Alex Stewart      |
| III      | 1991 | Sonja Krolik (2)    | Lena Edmonston       | Katarina Ebeling  |
| IV       | 1992 | Sonja Krolik (3)    | Ali Harrison         | Kirstie Otto      |
| V        | 1993 | Sarah Harrow        | Natalya Orchard      | Marie Overbye     |
| VI       | 1994 | Clare Carney        | Marie Overbye        | Melinda Walsh     |
| VII      | 1995 | Marie Overbye       | Joelle Franzmann     | Belinda Cheney    |
| VIII     | 1996 | Joanne King         | Marie Overbye        | Erika Molnár      |
| IX       | 1997 | Nicole Hackett      | Beth Thomson         | Melanie Mitchell  |
| X        | 1998 | Nicole Hackett (2)  | Rebekah Keat         | Beth Thomson      |
| XI       | 1999 | Annaliese Heard     | Nicola Spirig        | Josie Loane       |
| XII      | 2000 | Annaliese Heard (2) | Melanie Mitchell     | Nicola Spirig     |
| XIII     | 2001 | Nicola Spirig       | Beatrice Lanza       | Jodie Swallow     |
| XIV      | 2002 | Marion Lorblanchet  | Wendy de Boer        | Elizabeth May     |
| XV       | 2003 | Felicity Abram      | Maxine Seear         | Vanessa Fernandes |
| XVI      | 2004 | Juliette Bénédicto  | Sarah Bryant         | Marta Jiménez     |
| XVII     | 2005 | Anais Moniz         | Rebecca Spence       | Melanie Sexton    |
| XVIII    | 2006 | Kirsten Sweetland   | Flora Duffy          | Rebecca Robisch   |
| XIX      | 2007 | Hollie Avil         | Ashleigh Gentle      | Rebecca Robisch   |
| XX       | 2008 | Kirsty McWilliam    | Ashleigh Gentle      | Zsofia Toth       |
| XXI      | 2009 | Emmie Charayron     | Emma Jackson         | Rachel Klamer     |
| XXII     | 2010 | Ashleigh Gentle     | Charlotte Bauer      | Joanna Brown      |
| XXIII    | 2011 | Mikayla Nielsen     | Ashlee Bailie        | Hanna Philippin   |
| XXIV     | 2012 | Fumika Matsumoto    | Léonie Périault      | Tamara Gorman     |
| XXV      | 2013 | Tamara Gorman       | Georgia Taylor-brown | Laura Lindemann   |
| XXVI     | 2014 | Laura Lindemann     | Cassandre Beaugrand  | Audrey Merle      |
| XXVII    | 2015 | Laura Lindemann (2) | Taylor Knibb         | Lotte Miller      |
| XXVIII   | 2016 | Taylor Knibb        | Lisa Tertsch         | Hye Rim Jeong     |
| XXIX     | 2017 | Taylor Knibb (2)    | Kate Waugh           | Fuka Sega         |
| XXX      | 2018 | Cecilia Alavez      | Erin Wallace         | Kate Waugh        |
| XXXI     | 2019 | Beatrice Mallozzi   | Costanza Arpinelli   | Jessica Fullagar  |

### Under 23 uomini
| Edizione | Anno | Oro                      | Argento              | Bronzo               |
| -------- | ---- | ------------------------ | -------------------- | -------------------- |
| XIV      | 2002 | Brad Kahlefeldt          | Sven Riederer        | Stuart Hayes         |
| XV       | 2003 | Javier Gómez             | Nicholas Hornman     | Steffen Justus       |
| XVI      | 2004 | Sebastian Dehmer         | Jan Frodeno          | Ruedi Wild           |
| XVII     | 2005 | Jarrod Shoemaker         | Danill Sapunov       | Bertrand Boulch      |
| XVIII    | 2006 | William Clarke           | Nathan Campbell      | Dan Wilson           |
| XIX      | 2007 | Gregor Buchholz          | Brendan Sexton       | Ivan Vasil'ev        |
| XX       | 2008 | Alistair Brownlee        | Gregor Buchholz      | Martin Van Barneveld |
| XXI      | 2009 | Franz Loeschke           | James Seear          | João Pereira         |
| XXII     | 2010 | Jonathan Brownlee        | Ryan Sissons         | Franz Loeschke       |
| XXIII    | 2011 | Matthew Sharp            | David McNamee        | Thomas Bishop        |
| XXIV     | 2012 | Aaron Royle              | Fernando Alarza      | Thomas Bishop        |
| XXV      | 2013 | Pierre Le Corre          | Fernando Alarza      | Declan Wilson        |
| XXVI     | 2014 | Dorian Coninx            | Marc Austin          | Gordon Benson        |
| XXVII    | 2015 | Jacob Birtwhistle        | David Castro Fajardo | Nan Oliveras         |
| XXVIII   | 2016 | Jorik Van Egdom          | Manoel Messias       | Bence Bicsák         |
| XXIX     | 2017 | Raphael Montoya          | Dorian Coninx        | Luke Willian         |
| XXX      | 2018 | Tayler Reid              | Samuel Dickinson     | Bence Bicsák         |
| XXXI     | 2019 | Roberto Sanchez Mantecon | Csongor Lehmann      | Ran Sagiv            |

### Under 23 donne
| Edizione | Anno | Oro               | Argento             | Bronzo                  |
| -------- | ---- | ----------------- | ------------------- | ----------------------- |
| XIV      | 2002 | Pilar Hidalgo     | Mirinda Carfrae     | Nicola Spirig           |
| XV       | 2003 | Nikki Egyed       | Mirinda Carfrae     | Zurine Rodriguez        |
| XVI      | 2004 | Annabel Luxford   | Vendula Frintova    | Maria del Socorro Joyce |
| XVII     | 2005 | Andrea Hewitt     | Vendula Frintova    | Nicola Spirig           |
| XVIII    | 2006 | Erin Densham      | Emma Moffatt        | Nicky Samuels           |
| XIX      | 2007 | Lisa Nordén       | Jasmine Oeinck      | Renata Koch             |
| XX       | 2008 | Daniela Ryf       | Jasmine Oeinck      | Mari Rabie              |
| XXI      | 2009 | Hollie Avil       | Jodie Stimpson      | Paula Findlay           |
| XXII     | 2010 | Emma Jackson      | Kirsten Sweetland   | Emmie Charayron         |
| XXIII    | 2011 | Agnieszka Jerzyk  | Zsófia Kovács       | Rebecca Robisch         |
| XXIV     | 2012 | Non Stanford      | Sarissa De Vries    | Joanna Brown            |
| XXV      | 2013 | Charlotte Mcshane | Ellen Pennock       | Amelie Kretz            |
| XXVI     | 2014 | Sophia Saller     | Gillian Backhouse   | Erin Jones              |
| XXVII    | 2015 | Audrey Merle      | Leonie Periault     | Melanie Santos          |
| XXVIII   | 2016 | Laura Lindemann   | Leonie Periault     | Sandra Dodet            |
| XXIX     | 2017 | Tamara Gorman     | Melanie Santos      | Sophie Coldwell         |
| XXX      | 2018 | Taylor Knibb      | Cassandre Beaugrand | Angelica Olmo           |
| XXXI     | 2019 | Emilie Morier     | Olivia Mathias      | Lisa Tertsch            |

## Edizioni
| Ed.    | Anno | Sede       | Nazione         |
| ------ | ---- | ---------- | --------------- |
| I      | 1989 | Avignone   | Francia         |
| II     | 1990 | Orlando    | Stati Uniti     |
| III    | 1991 | Gold Coast | Australia       |
| IV     | 1992 | Huntsville | Canada          |
| V      | 1993 | Manchester | Regno Unito     |
| VI     | 1994 | Wellington | Nuova Zelanda   |
| VII    | 1995 | Cancún     | Messico         |
| VIII   | 1996 | Cleveland  | Stati Uniti     |
| IX     | 1997 | Perth      | Australia       |
| X      | 1998 | Losanna    | Svizzera        |
| XI     | 1999 | Montréal   | Canada          |
| XII    | 2000 | Perth      | Australia       |
| XIII   | 2001 | Edmonton   | Canada          |
| XIV    | 2002 | Cancún     | Messico         |
| XV     | 2003 | Queenstown | Nuova Zelanda   |
| XVI    | 2004 | Funchal    | Portogallo      |
| XVII   | 2005 | Gamagōri   | Giappone        |
| XVIII  | 2006 | Losanna    | Svizzera        |
| XIX    | 2007 | Amburgo    | Germania        |
| XX     | 2008 | Vancouver  | Canada          |
| XXI    | 2009 | serie      | 8 competizioni  |
| XXII   | 2010 | serie      | 7 competizioni  |
| XXIII  | 2011 | serie      | 8 competizioni  |
| XXIV   | 2012 | serie      | 8 competizioni  |
| XXV    | 2013 | serie      | 8 competizioni  |
| XXVI   | 2014 | serie      | 8 competizioni  |
| XXVII  | 2015 | serie      | 10 competizioni |
| XXVIII | 2016 | serie      | 9 competizioni  |
| XXIX   | 2017 | serie      | 9 competizioni  |
| XXX    | 2018 | serie      | 9 competizioni  |
| XXXI   | 2019 | serie      | 13 competizioni |
| XXXII  | 2020 | Amburgo    | Germania        |
| XXXIII | 2021 | serie      | 5 competizioni  |
| XXXIV  | 2022 | serie      | 7 competizioni  |

### Serie di gare dal 2009
| Paese               | Città          | Anno | Anno | Anno | Anno | Anno | Anno | Anno | Anno | Anno | Anno | Anno | Anno |
| Paese               | Città          | 2009 | 2010 | 2011 | 2012 | 2013 | 2014 | 2015 | 2016 | 2017 | 2018 | 2019 | 2020 |
| ------------------- | -------------- | ---- | ---- | ---- | ---- | ---- | ---- | ---- | ---- | ---- | ---- | ---- | ---- |
| Australia           | Gold Coast     | GF   |      |      |      |      |      | •    | •    | •    | GF   |      |      |
| Australia           | Sydney         |      | •    | •    | •    |      |      |      |      |      |      |      |      |
| Austria             | Kitzbühel      | •    | •    | •    | •    | •    |      |      |      |      |      |      |      |
| Bermuda             | Hamilton       |      |      |      |      |      |      |      |      |      | •    | •    |      |
| Canada              | Edmonton       |      |      |      |      |      | GF   | •    | •    | •    | •    | •    |      |
| Canada              | Montréal       |      |      |      |      |      |      |      |      | •    | •    | •    |      |
| Cina                | Pechino        |      |      | GF   |      |      |      |      |      |      |      |      |      |
| Corea del Sud       | Seul           |      | •    |      |      |      |      |      |      |      |      |      |      |
| Corea del Sud       | Tongyeong      | •    |      |      |      |      |      |      |      |      |      |      |      |
| Emirati Arabi Uniti | Abu Dhabi      |      |      |      |      |      |      | •    | •    | •    | •    | •    |      |
| Germania            | Amburgo        | •    | •    | •    | •    | •    | •    | •    | •    | •    | •    | •    | GF   |
| Giappone            | Tokyo          |      |      |      |      |      |      |      |      |      |      | •    |      |
| Giappone            | Yokohama       | •    |      | •    | •    | •    | •    | •    | •    | •    | •    | •    |      |
| Messico             | Cozumel        |      |      |      |      |      |      |      | GF   |      |      |      |      |
| Nuova Zelanda       | Auckland       |      |      |      | GF   | •    | •    | •    |      |      |      |      |      |
| Paesi Bassi         | Rotterdam      |      |      |      |      |      |      |      |      | GF   |      |      |      |
| Regno Unito         | Leeds          |      |      |      |      |      |      |      | •    | •    | •    | •    |      |
| Regno Unito         | Londra         | •    | •    | •    |      | GF   | •    | •    |      |      |      |      |      |
| Regno Unito         | Nottingham     |      |      |      |      |      |      |      |      |      | •    | •    |      |
| Spagna              | Madrid         | •    | •    | •    | •    | •    |      |      |      |      |      |      |      |
| Stati Uniti         | Chicago        |      |      |      |      |      | •    | GF   |      |      |      |      |      |
| Stati Uniti         | San Diego      |      |      |      | •    | •    |      |      |      |      |      |      |      |
| Stati Uniti         | Washington     | •    |      |      |      |      |      |      |      |      |      |      |      |
| Sudafrica           | Città del Capo |      |      |      |      |      | •    | •    | •    |      |      |      |      |
| Svezia              | Stoccolma      |      |      |      | •    | •    | •    | •    | •    | •    |      |      |      |
| Svizzera            | Losanna        |      |      | •    |      |      |      |      |      |      |      | GF   |      |
| Ungheria            | Budapest       |      | GF   |      |      |      |      |      |      |      |      |      |      |

LEGENDA: Per "GF" si intende "Gran Finale"

## Plurimedagliati
Uomini
| Oro               | Argento       | Bronzo | Tot. | Oro | Argento | Bronzo | Tot. |   |   |    | Tot. |   |   |    |
| Javier Gómez      | Spagna        | 1983   | 0    | 1   | 0       | 1      | 5    | 4 | 2 | 11 | 5    | 5 | 1 | 12 |
| Jonathan Brownlee | Regno Unito   | 1990   | 0    | 1   | 1       | 2      | 1    | 3 | 1 | 5  | 1    | 4 | 2 | 7  |
| Simon Lessing     | Regno Unito   | 1971   | 0    | 0   | 0       | 0      | 4    | 2 | 1 | 7  | 4    | 2 | 1 | 7  |
| Peter Robertson   | Australia     | 1976   | 0    | 0   | 0       | 0      | 3    | 2 | 0 | 5  | 3    | 2 | 0 | 5  |
| Alistair Brownlee | Regno Unito   | 1988   | 2    | 0   | 0       | 2      | 2    | 0 | 0 | 2  | 4    | 0 | 0 | 4  |
| Hamish Carter     | Nuova Zelanda | 1971   | 1    | 0   | 0       | 1      | 0    | 2 | 1 | 3  | 1    | 2 | 1 | 4  |
| Bevan Docherty    | Nuova Zelanda | 1977   | 0    | 1   | 1       | 2      | 1    | 1 | 0 | 2  | 1    | 2 | 1 | 4  |